# Dipchasphecia lanipes
Dipchasphecia lanipes is een vlinder uit de familie wespvlinders (Sesiidae), onderfamilie Sesiinae.
Dipchasphecia lanipes is voor het eerst wetenschappelijk beschreven door Lederer in 1863. De soort komt voor in het Palearctisch gebied.